# Hipparchia tlemceni
Hipparchia tlemceni är en fjärilsart som beskrevs av Slaby 1977. Hipparchia tlemceni ingår i släktet Hipparchia och familjen praktfjärilar. Inga underarter finns listade i Catalogue of Life.